# Wicd
Wicd, що розшифровується як Wireless Interface Connection Daemon, — утиліта з відкритим кодом для управління бездротовими і дротовими мережами для Linux. Проект розпочався наприкінці 2006 року зі створення Connection Manager, який з часом став Wicd. Wicd має на меті забезпечити простий інтерфейс для підключення до мереж з розмаїттям налаштувань. 
Wicd автоматично підключатиметься лише до вказаних користувачем бездротових мереж і не підключатиметься автоматично до невідомої мережі. 
Наразі Wicd доступна у деяких дистрибутивах Linux, таких як Arch Linux, Debian, Gentoo Linux, Slackware, Ubuntu та Zenwalk Linux.

## Можливості
- Підтримувані мережі: Ethernet і Wi-Fi (IEEE 802.11).
- Системи шифрування бездротових мереж: WEP, WPA, WPA2.
- Створення бездротових ad-hoc мереж.
- Сумісність з wireless-tools[7].
- Повнофункціональний рядковий і графічний інтерфейс користувача.
- Збереження налаштувань для будь-якого з'єднання (профілі).